# Zaragoza (Michoacán)
Zaragoza es una localidad del estado mexicano de Michoacán. Es parte del municipio de Contepec.

## Toponimia
El nombre «Zaragoza» rinde homenaje a Ignacio Zaragoza, general mexicano partícipe de la Segunda intervención francesa en México en favor del bando republicano.

## Demografía
| Gráfica de evolución demográfica |
|                                  |

| Censo | Población |
| ----- | --------- |
| 1900  | 596       |
| 1910  | 927       |
| 1921  | 1 594     |
| 1930  | 940       |
| 1940  | 1 106     |
| 1950  | 1 142     |
| 1960  | 1 195     |
| 1970  | 1 105     |
| 1980  | 1 172     |
| 1990  | 1 273     |
| 2000  | 1 251     |
| 2010  | 1 383     |
| 2020  | 1 397     |